# 土肥美夫
土肥 美夫（どひ よしお、1924年7月8日 - 1989年12月3日）は、日本の美術史学者。京都大学名誉教授。

## 来歴
1924年、京都府生まれ。京都大学文学部哲学科で学び、1949年に卒業。
同志社大学商学部助教授の後、京都大学教養部教授に転じた。1988年に京都大学を定年退官し、名誉教授となった。その後は京都外国語大学教授として教鞭を執ったが、在職中に死去。

## 著作
著書
- 『抽象絵画の誕生』白水社 1984
- 『タウト芸術の旅：アルプス建築への道』岩波書店(旅とトポスの精神史) 1986
- 『ドイツ表現主義の芸術』岩波書店 1991
- 『旅の痕跡：詩と小説』桂書房 1992
- 『抽象芸術探求』はる書房 1996

共編
- 『クレーの素描』岩崎美術社(双書版画と素描) 1978
- 『チューリッヒ 予兆の十字路』(ドイツの世紀末 5) 国書刊行会 1987
- 『コンストルクツィア 構成主義の展開』(ロシア・アヴァンギャルド 4) 五十殿利治共編、国書刊行会 1991
- 『北方ヨーロッパの美術』岩波書店 1994

訳書
- 『パウル・クレー 遺稿・未発表書簡・写真の資料による画家の生涯と作品』フェリックス・クレー編、矢内原伊作共訳、みすず書房 1962
  - 新版 1978・2008年
- 『ハシェクの生涯：『善良な兵士シュベイク』の父』グスタフ・ヤノーホ著、みすず書房 1970
- 『問いと反問 芸術論集』ヴィルヘルム・ヴォリンガー著、法政大学出版局(叢書・ウニベルシタス) 1971
  - 第2版 1987年
- 『裏面：ある幻想的な物語』アルフレート・クビーン（英語版）著、吉村博次共訳、河出書房新社 1971
  - 選書化 白水Uブックス 2015
- 『クレーの絵画』マックス・フッグラー（ドイツ語版）著、紀伊國屋書店 1974
- 『時代からの逃走：ダダ創立者の日記』フーゴ・バル著、近藤公一共訳、みすず書房 1975
- 『断想 著作集 11』ジンメル著、堀田輝明共訳、白水社 1976
  - 新装復刊 1994・2004年
- 『カンディンスキーとわたし』ニーナ・カンディンスキー（ドイツ語版）著、田部淑子共訳、みすず書房 1980
- 『ブルーノ・タウトと現代 「アルプス建築」から「桂離宮」へ』生松敬三共編訳、岩波書店 1981
- 『出会い 書簡・写真・絵画・記録：シェーンベルク、カンディンスキー』編、みすず書房 1985
- 『ドイツ表現派 ブリュッケ』ホルスト・イェーナー編、内藤道雄共訳、岩波書店 1994